# 声優ラジオのウラオモテ
『声優ラジオのウラオモテ』（せいゆうラジオのウラオモテ）は、二月公による日本のライトノベル。イラスト担当はさばみぞれ（本編）と巻本梅実（スピンオフ）。電撃文庫（KADOKAWA）より2020年2月から刊行されている。
本作は、2019年に行われた第26回電撃小説大賞の大賞受賞作品である。2022年6月時点でシリーズ累計発行部数は20万部を突破している。『このライトノベルがすごい！2021』では、本作が文庫部門で第15位、新作部門で第8位にランクインした。『読者メーター OF THE YEAR 2020 ライトノベル部門』では、本作が第1位にランクインした。 
メディアミックスとして、巻本梅実による漫画版が『電撃マオウ』（同社）にて2020年5月号から2021年9月号まで連載された。その後、テレビアニメの放送決定により連載が再開され、同誌2024年2月号から2025年6月号まで連載の後、第28話より『カドコミ』へ移籍することが発表されている。2024年4月から6月までテレビアニメが放送された。

## あらすじ
若手声優・歌種やすみとして活動している女子高生・佐藤由美子は、同じく若手声優である夕暮夕陽とのラジオ番組のパーソナリティーに抜擢される。ラジオ1回目の収録のため収録スタジオを訪れた由美子の前に現れたのは、その日学校で口論をした相手であり、由美子同様に声優をしていることを隠し夕暮夕陽として活動しているクラスメイト・渡辺千佳であった。夕暮夕陽と歌種やすみが同じ高校に通っているという理由から企画されたラジオ番組であったが、険悪な雰囲気の中で番組収録はスタートする。
性格は相容れず口を開けば相手を罵倒する二人であるが、ラジオ・アニメ・イベントで共演しトラブルを乗り越えていく中で互いをライバルとして強く意識するようになっていく。
声優としては活躍しつつあるが、普段の日常とはかけ離れたキャラクターを演じている高校生声優達が織り成す物語。二人とも仕事にかける情熱は人一倍で声優として仕事中はほぼ完璧にキャラクターを演じるものの、収録後は元の状態に戻る。

## 登場人物
声の項は特記のない場合、テレビアニメ版の声優。

### 主要人物
歌種 やすみ（うたたね やすみ） / 佐藤 由美子（さとう ゆみこ）
声 - 伊藤美来（コラボラジオ・PV・テレビアニメ）
本作の主人公の一人。高校2年生→3年生。元気かわいい系のキャラクター設定だが、実態はギャル系女子。
声優事務所チョコブラウニー所属、10月12日生まれ。
デビューして3年目だが、最近ではオーディションに受からず悶々とした日々を送りつつある。
事故により父親は他界しており、スナックで働く母親と母方の実家である一軒家で二人で暮らしている。料理が得意。女児向けの人気アニメ・魔法使いプリティアシリーズに出演することが夢。千佳に対して反発している反面、夕暮夕陽の実力は認めている。
夕暮 夕陽（ゆうぐれ ゆうひ） / 渡辺 千佳（わたなべ ちか）
声 - 豊田萌絵（コラボラジオ・PV・テレビアニメ）
本作の主人公の一人。高校2年生→3年生。おっとり天然系声優というキャラクター設定だが、実態は学校では目立たない地味な存在。
声優事務所ブルークラウン所属、3月15日生まれ。
デビューして2年目で最近は徐々に頭角を現しつつある。
両親は離婚しており、弁護士の母親と高層マンションに二人で暮らしている。料理はとても下手。神代監督が作り出す重厚な世界観に定評のあるアニメ・通称「神代アニメ」のファンであり、神代アニメへの出演を目指している。由美子に対して反発している反面、歌種やすみの実力は認めている。

### 声優
桜並木 乙女（さくらなみき おとめ）
声 - 長谷川育美
多数のアニメに出演する人気声優。21歳。
声優事務所トリニティ所属、4月14日生まれ。
テレビアニメ「紫色の空の下で」では三姉妹の長女役を務め、次女役の夕陽・三女役のやすみとともにハートタルトというユニットを結成しCDのリリースイベントなどでともに活動する。以前「とらべる★ういんたーず」というアニメ作品でやすみと共演しており、由美子は作中同様に「姉さん」と呼び、プライベートでも親交がある。
柚日咲 めくる（ゆびさき めくる）
声 - 東山奈央
桜並木乙女とは同期、夕陽にとっては事務所の先輩。本名は「藤井 杏奈（ふじい あんな）」。小説2巻より登場。
声優事務所ブルークラウン所属、2月14日生まれ。
アニメ出演数は多くないが、トークやMCに定評があり複数のラジオで長くパーソナリティーを務めている。表では以前の、夕陽とやすみの行動が気に障り嫌っているが、プライベートではオタクであり夕陽とやすみのファンである。同期の夜祭花火以外の声優や業界関係者とはプライベートでの交流を持とうとしない。
高橋 結衣（たかはし ゆい）
由美子と千佳の2歳年下でデビュー2年目。
夕陽と同じ声優事務所ブルークラウン所属。
慣れなさそうという理由で芸名ではなく本名で活動しており、裏表のない明るい性格である。千佳を私淑した演技でオーディションを受けた際、同じ役でオーディションを受けていた千佳が落ち、自分が受かってしまったことを気にしていたが、やすみと夕陽の演技に奮起させられ互いに切磋琢磨していくようになる。
御花 飾莉（おはな かざり）
由美子と千佳より1歳年上の19歳だが、デビュー1年目の新人。小説6巻より登場。
声優事務所ティーカップ所属。
間延びした話し方が特徴的。家族の反対を押し切って声優になった。普段は生活のためにアルバイトに明け暮れている。アイドル声優プロジェクト「ティアラ☆スターズ」のユニット「ミラク」のメンバーだが、バイトを優先するあまりミントからは良く思われていない。普段は明るいが内面は臆病であり、ミントが練習でケガをした際はリーダーだった由美子を責め立てた。
双葉 ミント（ふたば ミント）
11歳の小学5年生だが、芸歴は8年目で由美子と千佳より遥かに長い。
大吉芸能所属で、小説6巻から登場する。
芸歴が長いこともあり、年上の由美子や飾莉にも歯に衣着せぬ言い方をする。普段は「母」と言うが、我を忘れると「お母ちゃん」と口走ることがある。母親はドラマや映画などで活躍する女優の「双葉 スミレ（ふたば すみれ）」で、その影響もあり3歳でテレビドラマでデビューしてから人気子役に上り詰めた。しかし近年は子役から声優にシフトしたことで母親との関係性が悪く、「ティアラ☆スターズ」の参加を希望した際も、反対されるどころか「好きにしろ」と突き返される。母親から何も言ってもらえなくなったことで子役としての人気は続かず、声優一本に切り替えざるを得なくなり、声優の仕事にプライドを持っているが、そのため無理をしてしまい足首を捻挫してしまう。またこのことがきっかけで、由美子と飾莉の関係性に亀裂が生じてしまう。
羽衣 纏（はごろも まとい）
飾莉同様にデビュー1年目の新人だが、年齢は25歳でさらに年上。小説6巻より登場。
声優事務所習志野プロダクション所属。
「ティアラ☆スターズ」の参加メンバーでは最も年長者のため、年齢差を気にしている。名古屋出身だが、声優を目指すため上京してきた。ユニットでは「アルタイル」の一員だが、リーダーの夕陽からは「かつての私を見ているよう」と気にされている。

### ラジオ関係者
朝加 美玲（あさか みれい）
声 - 福圓美里
放送作家。20代半ばの女性。夕陽とやすみがパーソナリティーを務める「夕陽とやすみのコーコーセーラジオ！」を担当。生活は多忙を極めておりラジオ収録現場に髪に寝癖がついたまま現れるなどしているため、由美子から女子力の無さを指摘されている。由美子と千佳の険悪な関係がラジオ収録に影響しないよう様々な方法でフォローする。
大出（おおいで）
声 - 保村真
ディレクター。40代半ばの男性。夕陽とやすみが同じ高校に通っていることを知り、急遽立ち上げることになったラジオ企画として二人が出演する番組を企画する。

### 事務所関係者
加賀崎 りんご（かがさき りんご）
声 - 小清水亜美
やすみのマネージャー。スーツを着こなしサングラスが似合う女性。複数の声優を担当しているため由美子と直接会ったり現場に同行することは多くないが、トラブルが発生した際にはすぐに電話をしてきたり、由美子が演技で苦労した際は事務所で演技を見てアドバイスするなど、由美子をサポートする。
成瀬 珠里（なるせ しゅり）
声 - 藤田咲
夕陽のマネージャー。小説2巻より登場。小柄かつ童顔な眼鏡の女性。落着きのない言動だがマネージャーとしては優秀で、夕陽をはじめとして売れっ子声優を複数担当している。見た目に反して加賀崎より年上である。

### その他
川岸 若菜（かわぎし わかな）
声 - 島袋美由利
由美子のクラスメイトで友人。由美子同様にスカートは短く、メイクも整えている。由美子を遊びに誘ったり悩んでいるのを察知して相談相手になろうとする。また、クラスメイトに男女を問わず気さくに接している。
木村（きむら）
声 - 梅田修一朗
由美子のクラスメイトの男子。アニメや女性声優のファン。彼が学校に持ち込んでいた夕暮夕陽の写真入りの下敷きが千佳の目に留まり、由美子と千佳の口論のきっかけとなる。

## 制作背景
趣味で声優のラジオを聴いていた作者は、声優のラジオについて番組が始まる前の舞台裏に着目し、パーソナリティ同士が初対面だった際の人間関係を想像し互いにそりが合わないと大変だろうと考えたことが本作を執筆するきっかけになったという。
作者は自身も含めた客の立場で見れば声優は非常に華やかな存在だと感じるからこそその裏では大変な苦労があると考えており、声優の華やかさだけではなく苦悩や嫉妬といった姿を描きたかったのかもしれないと述べている。

## 既刊一覧

### 小説
- 二月公（著）・さばみぞれ（イラスト〈本編〉・キャラクターデザイン〈スピンオフ[注 1]〉）・巻本梅実（イラスト〈スピンオフ〉） KADOKAWA〈電撃文庫〉、既刊14巻（2025年7月10日現在）
  - 『声優ラジオのウラオモテ #01 夕陽とやすみは隠しきれない？』、2020年2月7日初版発行（同日発売[12][22]）、ISBN 978-4-04-913021-8
  - 『声優ラジオのウラオモテ #02 夕陽とやすみは諦めきれない？』、2020年6月10日初版発行（同日発売[23]）、ISBN 978-4-04-913203-8
  - 『声優ラジオのウラオモテ #03 夕陽とやすみは突き抜けたい？』、2020年11月10日初版発行（同日発売[24]）、ISBN 978-4-04-913491-9
  - 『声優ラジオのウラオモテ #04 夕陽とやすみは力になりたい？』、2021年2月10日初版発行（同日発売[25]）、ISBN 978-4-04-913499-5
  - 『声優ラジオのウラオモテ #05 夕陽とやすみは大人になれない？』、2021年7月10日初版発行（7月9日発売[26]）、ISBN 978-4-04-913860-3
  - 『声優ラジオのウラオモテ #06 夕陽とやすみは大きくなりたい？』、2021年12月10日初版発行（同日発売[27]）、ISBN 978-4-04-914132-0
  - 『声優ラジオのウラオモテ #07 柚日咲めくるは隠しきれない？』、2022年6月10日初版発行（同日発売[4]）、ISBN 978-4-04-914449-9
  - 『声優ラジオのウラオモテ #08 夕陽とやすみは負けられない？』、2023年1月7日発売[28]、ISBN 978-4-04-914680-6
  - 『声優ラジオのウラオモテ #09 夕陽とやすみは楽しみたい？』、2023年12月8日発売[29]、ISBN 978-4-04-915072-8
  - 『声優ラジオのウラオモテ #10 夕陽とやすみは認められたい？』、2024年4月10日発売[30]、ISBN 978-4-04-915595-2
  - 『声優ラジオのウラオモテ DJCD』、2024年4月10日発売[31]、ISBN 978-4-04-915138-1
  - 『声優ラジオのウラオモテ #11 夕陽とやすみは一緒にいられない？』、2024年6月7日発売[32]、ISBN 978-4-04-915597-6
  - 『声優ラジオのウラオモテ #12 夕陽とやすみは夢を見たい？』、2024年12月10日発売[33]、ISBN 978-4-04-915988-2
  - 『声優ラジオのウラオモテ #13 夕陽とやすみは道を選びたい？』、2025年7月10日発売[34]、ISBN 978- 4-04-916465-7

### 漫画
- 二月公（原作）・さばみぞれ（キャラクターデザイン）・巻本梅実（漫画） 『声優ラジオのウラオモテ』 KADOKAWA〈電撃コミックスNEXT〉、既刊5巻（2025年5月27日現在）
  1. 2020年8月26日発売[1][35]、ISBN 978-4-04-913345-5
  2. 2021年3月27日発売[36][37]、ISBN 978-4-04-913699-9
  3. 2021年9月27日発売[38]、ISBN 978-4-04-914019-4
  4. 2024年6月26日発売[39]、ISBN 978-4-04-915760-4
  5. 2025年5月27日発売[40]、ISBN 978-4-04-916419-0

## 関連企画
文化放送 超!A&G+「Pyxisの夜空の下de Meeting」内でコラボコーナー『声優ラジオのウラオモテ コーコーセーラジオ!出張版』が2020年1月9日から2020年2月27日にかけて全8回設けられた。コラボコーナーのみ電撃文庫の公式YouTubeチャンネルでアーカイブ配信されている。
歌種やすみ（本名：佐藤由美子）を伊藤美来、夕暮夕陽（本名：渡辺千佳）を豊田萌絵が担当。同時期に公開されたスペシャルPVでも、同役を担当した他、PC向けのオーディオブックサービス『ListenGo by dwango.jp（リスンゴ）』にて配信のオーディオブックでも1巻ずつで交互に、それぞれナレーションしている。
スペシャルPVとは別に、YouTubeの公式電撃文庫チャンネルにおいて、電撃文庫の新作及び人気シリーズの冒頭部分を声優が朗読する企画「電撃文庫朗読してみた」で、2021年2月25日に堀江由衣による本作の朗読が配信された。動画時間は作品によるが、本作の場合は約6分である。
2022年4月24日には、コラボラジオやスペシャルPV同様に歌種やすみ（佐藤由美子）を伊藤美来、夕暮夕陽（渡辺千佳）を豊田萌絵が担当する朗読劇が開催された。

## テレビアニメ
2022年12月にテレビアニメ化が発表され、2024年4月から6月までAT-Xほかにて放送された。

### スタッフ
- 原作 - 二月公[13]
- 原作イラスト - さばみぞれ[13]
- 監督 - 橘秀樹[13]
- シリーズ構成 - 大知慶一郎[13]
- キャラクターデザイン・総作画監督 - 滝本祥子[13]
- 美術監督 - 諸熊倫子[47]
- 色彩設計 - 月野えりか[47]
- 3D監督 - 齋藤威志[47]
- 撮影監督 - 柳田貴志[47]
- 編集 - 仙土真希[47]
- 音響監督 - 土屋雅紀[47]
- 音響効果 - 中島勝大
- 音楽 - 広川恵一（MONACA）、高橋邦幸（MONACA）
- 音楽プロデューサー - 植村俊一
- 音楽制作 - 日本コロムビア
- プロデューサー - 近藤千昭、阿南浩志、田村菜摘、小笠原由記、久保田暁、西前朱加、小澤文啓
- アニメーションプロデューサー - 加藤章
- アニメーション制作 - CONNECT[13]
- 製作 - 声優ラジオのウラオモテ製作委員会[13]（日本コロムビア、KADOKAWA、ハピネット・ファントムスタジオ、ムービック、BS日本、AT-X、スタジオマウス、クロックワークス）

### 主題歌
「Now On Air」
伊藤美来によるオープニングテーマ。作詞はつむぎしゃち、作曲は夢見クジラ、編曲は大沢圭一。
「STAND BY YOU」
歌種やすみ（伊藤美来）、夕暮夕陽（豊田萌絵）によるエンディングテーマ。作詞・作曲・編曲はRYO OGAWA。
「揺れ恋ゆららか！」
歌種やすみ（伊藤美来）、夕暮夕陽（豊田萌絵）による挿入歌。作詞・作曲・編曲は広川恵一（MONACA）。
「さくらいろ」
ハートタルトによる挿入歌。作詞・作曲・編曲は広川恵一（MONACA）。
「君と指を絡めて」
佐藤由美子（伊藤美来）による挿入歌。作詞は黒木人生、作曲・編曲は石濱翔（MONACA）
「二千分のイチの花びら」
挿入歌。歌唱部分が使用されていないためエンドロールには歌唱者はクレジットされていないが、CDには歌種やすみ（伊藤美来）の歌唱と記載されている。作詞は広川恵一（MONACA）、作曲・編曲は髙田龍一（MONACA）。

### 各話リスト
| 話数 | サブタイトル                 | 脚本       | 絵コンテ   | 演出            | 作画監督                                                     | 初放送日       |
| ---- | ---------------------------- | ---------- | ---------- | --------------- | ------------------------------------------------------------ | -------------- |
| #01  | 夕陽とやすみは隠しきれない？ | 大知慶一郎 | 橘秀樹     | 橘秀樹          | 滝本祥子                                                     | 2024年 4月10日 |
| #02  | 夕陽とやすみとユニットと     | 大知慶一郎 | 橘秀樹     | 山本隆太        | 大石健二 ハンミンギ 岡野幸男                                 | 4月17日        |
| #03  | 夕陽とやすみとお泊まりと     | 大知慶一郎 | 橘秀樹     | 鈴木真彦        | 林夏菜 豊田涼 高橋こう平 中山和子 Facu Escobedo studioBANHUI | 4月24日        |
| #04  | 夕陽とやすみは隠しきれない   | 大知慶一郎 | 橘秀樹     | 守田芸成        | 川添亜希子                                                   | 5月1日         |
| #05  | 夕陽とやすみはまだまだ続く？ | 山田由香   | 二瓶勇一   | 守田芸成        | 橋本真希 今里佳子 藤井結                                     | 5月8日         |
| #06  | 夕陽とやすみは絶体絶命？     | 山田由香   | 杉島邦久   | 山本隆太        | 大石健二 ハンミンギ 岡野幸男                                 | 5月15日        |
| #07  | 夕陽とやすみは諦めきれない   | 山田由香   | 竹ノ内和久 | 矢野孝典        | 林夏菜 川添亜希子 藁科将斗 今里佳子 日影工房                 | 5月22日        |
| #08  | 夕陽とやすみと不機嫌と       | 大知慶一郎 | 柴田匠     | 柴田匠          | 橋本真希 今里佳子 藤井結 日影工房                            | 5月29日        |
| #09  | 夕陽とやすみとクリスマス     | 山田由香   | 橘秀樹     | 守田芸成        | 川添亜希子 藤井結 今里佳子 戸井一樹 橋本真希                 | 6月5日         |
| #10  | 夕陽とやすみとめくると乙女   | 山田由香   | 杉島邦久   | 山本隆太        | 飯飼一幸                                                     | 6月12日        |
| #11  | 夕陽とやすみとアフレコと     | 大知慶一郎 | 二瓶勇一   | 萩原悠理 山本辰 | 岩永遼太 中山和子 藤井結 今里佳子 橋本真希 藁科将斗          | 6月19日        |
| #12  | 夕陽とやすみは突き抜けたい   | 大知慶一郎 | 橘秀樹     | 橘秀樹          | 丹羽信礼 藤井結 永野美春 橋本真希 戸井一樹 古川英樹          | 6月26日        |

### 放送局
| 放送期間                | 放送時間           | 放送局   | 対象地域 | 備考                                            |
| ----------------------- | ------------------ | -------- | -------- | ----------------------------------------------- |
| 2024年4月10日 - 6月26日 | 水曜 21:00 - 21:30 | AT-X     | 日本全域 | 製作参加 / CS放送 / リピート放送あり            |
|                         | 水曜 22:00 - 22:30 | TOKYO MX | 東京都   |                                                 |
| 2024年4月13日 - 6月29日 | 土曜 23:00 - 23:30 | BS日テレ | 日本全域 | 製作参加 / BS/BS4K放送 / 『アニメにむちゅ〜』枠 |

| 配信開始日    | 配信時間                | 配信サイト | 備考                       |
| ------------- | ----------------------- | --- | -------------------------- |
| 2024年4月10日 | 水曜 21:30 更新         | ABEMA | 地上波先行・単独最速配信。 |
| 2024年4月15日 | 月曜 21:30 以降順次更新 | dアニメストア Lemino ニコニコ生放送 ニコニコチャンネル バンダイチャンネル Hulu U-NEXT アニメ放題 TELASA J:COM STREAM milplus Prime Video FOD DMM TV music.jp ビデオマーケット カンテレドーガ HAPPY!動画 |                            |

### BD
| 巻 | 発売日        | 収録話         | 規格品番  |
| -- | ------------- | -------------- | --------- |
| 上 | 2024年7月3日  | 第1話 - 第6話  | COXC-1361 |
| 下 | 2024年7月31日 | 第7話 - 第12話 | COXC-1362 |

### テレビ番組
テレビ番組『TVアニメ『声優ラジオのウラオモテ』特別番組「声優ラジオのナカノヒト」』が、2024年3月11日から同年7月1日までAT-Xにて隔週月曜（日曜深夜）に放送された。また、放送の同日20時より番組の前半パートのみが日本コロムビア公式YouTubeチャンネルにて配信された。出演は伊藤美来と豊田萌絵。

### Webラジオ
Webラジオ番組『声優ラジオのウラカブリ』が、2024年4月16日より日本コロムビア公式YouTubeチャンネルにて隔週火曜に配信中。パーソナリティは柚日咲めくる役の東山奈央、アシスタントは芸人のたいち。